# Jag Panzer
Jag Panzer és una banda estatunidenca de power metal creada en 1981 en l'estat de Colorado.

## Biografia
Jag Panzer va començar la seua marxa en 1981, inspirats en els grups de NWOBHM populars per aquell temps, com Iron Maiden o Judas Priest. La seua alineació principal consistia en el vocalista Harry Conklin, el guitarrista Mark Briody, el baixista John Tetley i el bateria Rick Hilyard. Aquesta primera formació va ser coneguda en els seus inicis per Tyrant, encara que van acabar canviant el seu nom a Jag Panzer perquè havia altra banda californiana amb eixe mateix nom. "Jag Panzer" prové d'un pòster d'un tanc alemany dit Jagdpanzer, encara que van acurtar el nom per a facilitar la seua pronunciació.
La banda va començar a tocar en locals menuts i en 1983 van editar el seu primer EP, dit Tyrants. Al començament de 1984, el grup va reclutar al guitarrista Joey Tafolla, i va gravar el seu primer disc d'estudi, Ample Destruction, que va ser editat a l'agost d'eixe mateix any en el segell Azra Records. L'escassesa de pressupost de la banda i de la discogràfica va fer que el disc només s'editara en els Estats Units, on va aconseguir un relatiu èxit.
Poc després de l'edició d'aquest àlbum, la banda es va traslladar a l'estat de Califòrnia, encara que poc després l'eixida de Joey Tafolla i de Harry Conklin va fer que els restants membres meditaren la decisió de continuar amb el seu projecte. Això no obstant, van contractar al vocalista Bob Parduba i al guitarrista Christian Lasegue, així com al bateria Butch Carlsson, que va reemplaçar al desertor Rick Hilyard.
Poc després, Carlsson va decidir deixar la banda i va ser substituït pel suec Rikard Stjernquist, el bateria que va gravar el següent àlbum del grup, encara que mai va ser editat, dit Chain of Command i que només pot adquirir-se per mitjà d'edicions pirata. Poc després de l'enregistrament d'aquest disc, la banda es va separar, en l'any 1988.
Sis anys després, en 1994, Jag Panzer es va reformar amb el vocalista Daniel J. Conca, el guitarrista Mark Briody i el baixista John Tetley, a més del bateria Rikard Stjernquist i el guitarrista Chris Hostka. El grup va publicar el seu primer àlbum d'estudi en deu anys, dit Dissident Alliance, editat pel segell alemany Rising Sun. Poc després, l'exmembre de la banda, Harry Conklin va tornar a la seua antiga formació, el que va provocar l'eixida de Conca. A més, Joey Tafolla va tornar al seu torn, i la banda va signar un contracte amb el segell Century Media.
El primer àlbum editat en aquest segell va ser Fourth Judgement, en 1997. Poc després de publicar aquest disc, Tafolla va tornar a deixar la banda, que va contractar a un substitut anomenat Chris Broderick. El següent àlbum de la banda va ser Age of Misery, publicat en 1998, que va ser seguit per l'àlbum conceptual Thane to the Throne, de 1999, que gira al voltant de l'obra Macbeth, de William Shakespeare. 2001 va veure l'edició del disc Mechanized Warfare, i dos anys després es va publicar un disc doble de rareses i cares-B, Decade of the Nail-Spiked Bat. A l'any següent, la banda va editar Casting the Stones i va publicar Chain of Command, que havia estat gravat en 1987 però no havia arribat al mercat.

## Membres

### Actuals
- Harry Conklin - Veu
- Mark Briody - Guitarra rítmica, teclats
- Christian Lassegue - Guitarra líder, teclats
- John Tetley - Baix, cors
- Rikard Stjernquist - Bateria

### Antics
- Daniel J. Conca - Veu
- Bob Parduba - Veu
- Joey Tafolla - Guitarra
- Chris Kostka - Guitarra
- Christian Lasegue - Guitarra
- Chris Broderick - Guitarra
- Rick Hilyard - Bateria

## Discografia
- Ample Destruction (1984)
- Dissident Alliance (1995)
- The Fourth Judgement (1997)
- Age of Mastery (1998)
- Thane to the Throne (2000)
- Mechanized Warfare (2001)
- Decade of the Nail Spiked Bat (2003)
- Chain of Command (2004) [gravat el 1987]
- Casting the Stones (2004)
- The Scourge of the Light (2011)
- The Deviant Chord (2017)